# 배재정
배재정(裵在禎, 1968년 2월 16일~)은 대한민국의 기자 출신 정치인이다. 제19대 국회의원과 문재인 정부의 국무총리비서실장을 역임하였다.

## 학력
- 감전초등학교 졸업
- 주례여자중학교 졸업
- 데레사여자고등학교 졸업
- 부산대학교 영어영문학과 학사
- 부산대학교 대학원 예술·문화와영상매체(석사과정 수료)

## 경력
- 1989.~2007 부산일보 기자·인터넷뉴스부장
- 2008 통합민주당 특임위원
- 2009. 4.~2011. 3. 부산국제광고제 조직위원회 홍보실장
- 2011. 4.~2012. 3. 부산문화재단 기획홍보팀장 (전)
- 2012. 5.~2016. 5. 제19대 국회의원(비례대표, 민주통합당→민주당→새정치민주연합→더불어민주당)
  - 2012. 7.~2013. 3. 제19대 국회 전반기 문화체육관광방송통신위원회 위원
  - 2012. 8.~2013. 5. 제19대 국회 전반기 예산결산특별위원회 위원
  - 2013. 3.~2013. 4. 제19대 국회 전반기 미래창조과학방송통신위원회 위원
  - 2013. 4.~2016. 5. 제19대 국회 전반기,후반기 교육문화체육관광위원회 위원
  - 2014. 7.~2016. 5. 제19대 국회 동북아역사왜곡대책특별위원회 위원
  - 2015. 6.~2016. 5. 제19대 국회 예산결산특별위원회 위원
- 2012. 10.~2012. 12. 제18대 대통령선거 민주통합당 문재인후보 중앙선거대책위원회 민주캠프 비서실 부실장 겸 제2수행단장
- 2013. 1.~2013. 5. 민주통합당 비상대책위원회 위원
- 2013. 5. 민주당 언론정상화특별위원회 간사
- 2013. 5.~2014. 1. 민주당 대변인
- 2014. 4.~ 한국신문윤리위원회 윤리위원
- 2014. 5.~2014. 6. 새정치민주연합 제6회 지방 선거 부산시당 공동선거대책위원장
- 2014. 6.~2015. 5. 새정치민주연합 정책위원회 부의장
- 2014 새정치민주연합 공적연금발전TF 위원
- 2015. 3.~2017. 6. 새정치민주연합→더불어민주당 부산시당 을지킴위원회 위원장
- 2015. 10.~2017. 6. 더불어민주당 부산시당 사상구 지역위원장
- 2017. 6.~2018. 11. 제5대 국무총리비서실장
- 2020. 9.~2021. 6. 대통령비서실 정무비서관
- 2022. 3.~2022. 6. 더불어민주당 비상대책위원
- 부산대학교 교양교육원 석좌교수
- 인천국제공항공사 비상임이사

## 역대 선거 결과
|  | 36.45% |

|  | 35.87% |

|  | 46.54% |

|  | 47.36% |

## 같이 보기
- 대한민국 제19대 국회의원 선거 민주통합당 후보 목록#비례대표
- 대한민국의 국무총리비서실장